# GPR Klinikum

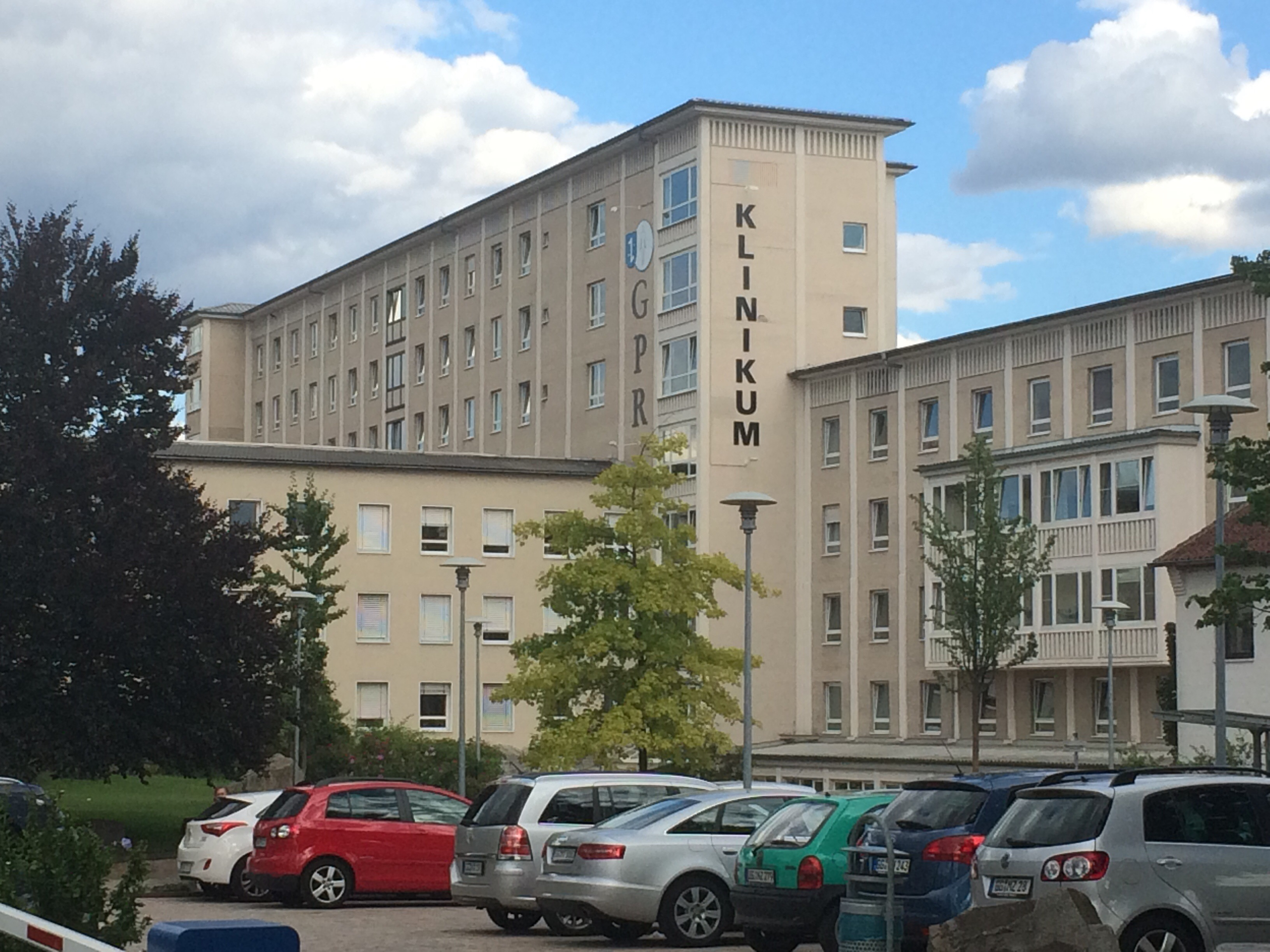
GPR Klinikum (2015)

Das GPR Klinikum ist ein Krankenhaus der Schwerpunktversorgung (Lehrkrankenhaus der Johannes Gutenberg-Universität Mainz). Das Klinikum verfügt über 546 vollstationäre Betten und fünf teilstationäre Hämodialyse-Plätze. Primär werden rund 200.000 Menschen aus den Regionen Rüsselsheim am Main, Mainspitze, Groß-Gerau und dem südlichen Main-Taunus-Kreis hier versorgt. Das Einzugsgebiet des GPR Klinikums erstreckt sich von Rüsselsheim weitläufig auf die umliegenden Gemeinden und Städte.

## Kliniken und Institute
- I. Medizinische Klinik (Gastroenterologie)
- II. Medizinische Klinik (Kardiologie) mit der internen Intensivstation
- Klinik für Unfall-, Hand- und Wiederherstellungschirurgie
- Klinik für Allgemein-, Viszeral- und Thoraxchirurgie
- Klinik für Gefäß- und Endovascularchirurgie
- Geriatrische Klinik
- Klinik, Klinik für Kinder- und Jugendmedizin
- Frauenklinik
- Klinik für Lungen- und Bronchialheilkunde
- Klinik für Urologie, Kinderurologie und onkologische Urologie
- Klinik für HNO-Heilkunde, Kopf-, Hals- und Plastische Gesichtschirurgie
- Orthopädische Klinik
- Klinik für Anästhesiologie, anästhesiologische Intensivmedizin und perioperative Schmerztherapie mit der operativen Intensivstation
- Institut für Laboratoriumsmedizin
- Institut für Radiologie und Nuklearmedizin

Des Weiteren verfügt das GPR Klinikum über eine Operative Tagesklinik (OTK).

## Geschichte

### Gründerzeit
Die Einrichtung eines Lazarettes für die Dauer des Ersten Weltkrieges, in einer ursprünglich als Kantine genutzten Holzbaracke, ging auf die Initiative der Firma Opel zurück. Im Juni 1935 war es wiederum der Vorstand der Adam Opel AG, der nicht nur den Anstoß für den Bau eines „eigenen Krankenhauses für die Stadt Rüsselsheim“ gab, sondern 1942 auch die finanzielle Basis für den Baubeginn schuf – mit einer Stiftung im Wert von 250.000 Reichsmark durch Wilhelm von Opel. Weitere Gelder flossen, aber zunächst machten die Kriegsereignisse die Verfolgung dieses Vorhabens zunichte. So stand die Einrichtung eines Notkrankenhauses im Vordergrund, das der Zerstörung durch Luftminen zum Opfer fiel. Im Jahre 1944 wurde in einem zweiten Bunker, unter der Leitung des Werksarztes von Opel, eine Operationsabteilung mit insgesamt 30 Betten in Betrieb genommen. Während der Einnahme Rüsselsheims durch die Amerikaner nach dem Kriegsende baute die Firma Opel ein Behelfskrankenhaus mit 100 Betten in den Räumen der Opel-Villa auf. Mit der Übernahme der Verwaltung durch die Stadt im September 1945 war formell das erste „Stadtkrankenhaus Rüsselsheim“ geboren.

### 1950er-Jahre
Nachdem die Mainzer Krankenhäuser der hiesigen Bevölkerung nicht mehr zur Verfügung standen – Mainz war der französischen, Rüsselsheim der amerikanischen Zone zugewiesen und zudem waren alle umliegenden Brücken zerstört worden – war eine Lücke in der Krankenversorgung entstanden. Darüber hinaus wuchs die Stadt Rüsselsheim stark an, so dass Ende 1951 ein Architektenwettbewerb für die Planung eines Krankenhausneubaus ausgeschrieben wurde.
Im Frühjahr 1952 beschloss die Stadtverordnetenversammlung die Pläne für ein Rüsselsheimer Krankenhausgelände, und im Oktober erfolgte der erste Spatenstich durch den Hessischen Innenminister. Nach gut dreijähriger Bauzeit erfolgte im Juni 1956 die Eröffnung des Stadtkrankenhauses mit 408 Planbetten. Das vorherige, alte Stadtkrankenhaus schloss am 1. Juli 1956 seine Pforten.

### 1960er-Jahre
Die Entwicklung der Stadt und des Umlandes machte nach acht Jahren einen ersten Erweiterungsbau erforderlich – der 1964 in Betrieb genommene fünfgeschossige Anbau beherbergte eine eigenständige Infektionsstation sowie Erweiterungen der chirurgischen und der gynäkologischen Abteilungen. Zeitgleich waren ein Personalwohnhaus, die Schwesternschule, die gynäkologische Ambulanz, der Kreißsaal, die Wäscherei, das Kesselhaus, eine Pumpstation sowie einige kleinere Gebäude fertiggestellt worden.

### 1970er-Jahre
Durch diese An- und Umbaumaßnahmen verfügte das Stadtkrankenhaus über nunmehr 488 Betten und einen Personalstamm von 343 Mitarbeitern. Zu diesem Zeitpunkt waren eine chirurgische, eine innere, eine gynäkologische, eine Kinder-, eine Hals-Nasen-Ohren-, eine Augen- und eine Röntgenabteilung sowie eine Bäderabteilung etabliert. 1968 konnte dem Stadtkrankenhaus die Chirurgische Ambulanz samt einem Verwaltungstrakt angegliedert werden. 1972 begann die Erweiterung des Schülerinnenwohnheims, der 1974 die Einrichtung einer Intensivpflegestation inklusive einer internen Aufnahme folgte. Im gleichen Jahr kam es zum Anbau eines Zentrallabors und einer Zentralspüle, zur Inbetriebnahme einer Hämodialysestation und dem Bau einer Zentralheizungsanlage. Im Jahr 1975 wurde der Bau eines zweiten Personalhauses mit 48 Apartments seiner Bestimmung übergeben.

### 1980er-Jahre
Danach stellten die Verantwortlichen fest, dass sämtliche Zentraleinrichtungen wie OP, Sterilisation, Labor, Behandlungsbau, Radiologie, Apotheke, Speisenverteilung, Ver- und Entsorgungseinrichtungen sowie die Cafeteria den gegebenen Umständen räumlich und funktionell nicht mehr entsprachen beziehungsweise zum Teil in der ursprünglichen Planung nicht berücksichtigt worden waren. Zu diesem Zeitpunkt verfügte das Stadtkrankenhaus Rüsselsheim gemäß dem Landeskrankenhausplan über 609 Betten und war von der Leistungsstufe der Regelversorgung in die oberste Stufe der Zentralversorgung aufgerückt. So nahm das Krankenhaus in den Jahren 1985 und 1986 neue Operationssäle, eine neue radiologische Abteilung sowie eine operative Intensivstation und im Anschluss daran eine Cafeteria samt einer Kantine, einer Zentralsterilisation und einer Bettenzentrale in Betrieb.

### 1990er-Jahre
Mit Abschluss der zweiten Erweiterungsstufe bezogen die Chirurgische Ambulanz, die interne Aufnahme, die Hämodialyse und die Interne Intensivstation ihr heutiges Domizil. Letzte der Maßnahmen in diesem überwiegend durch das Land geförderten Reigen von Neu- oder Umbaumaßnahmen war die Umsiedelung der Krankenhausapotheke im Jahr 1994. Die Stadt Rüsselsheim engagierte sich in den neunziger Jahren erneut finanziell bei einer Vielzahl von Baumaßnahmen an „ihrem Stadtkrankenhaus“. So konnten parallel zu der neuen Apotheke im Juni 1994 eine neue Liegendkrankenanfahrthalle und eine sanierte Station 1a (Geriatrie) ihren Betrieb aufnehmen. Des Weiteren verbesserte im September desselben Jahres ein neues Parkdeck für die Bediensteten und die Anwohner des Krankenhauses die Parksituation. Zuvor erfolgte eine Teilsanierung des Personalhauses 1 und eine Sanierung der Wohnheime der Krankenpflegeschule. Der Bau des dritten Personalhauses Ende 1995 stellte eine weitere Verbesserung der Wohnraumsituation – und damit eine Maßnahme zur Sicherung der Personalbindung – dar. Die nächste große, durch die Stadt finanzierte Aktion waren die Sanierung und der Umbau der Ebene 3, in der nunmehr die gesamten kardiologischen und gastroenterologischen Funktionsräume zentralisiert sind. Für all diese Baumaßnahmen investierte die Stadt rund 30 Millionen D-Mark.
Im Mai 1999 schloss das Krankenhaus nach mehrjähriger Bauzeit die erste Baustufe eines komplex angelegten Bettenhaus-Neubaus ab. 150 von damals 510 Betten befinden sich in diesem Neubau. Die Zimmer sind mit eigener Nasszelle inklusive Dusche und WC ausgestattet. Jeweils 30 Betten gruppieren sich in fünf Pflegestationen um einen Pflegestützpunkt. Im untersten Geschoss bezog die Abteilung für Physikalische Therapie Räumlichkeiten mit Bewegungsbad sowie Gymnastik und weiteren Therapieräumen. Unmittelbar nach der Fertigstellung des Bauabschnittes A begann die Planung zum Bauabschnitt B des Bettenhaus-Neubaus, in dem neben 130 weiteren neuzeitlichen Betten zusätzliche Funktionsräume für Fachabteilungen des Stadtkrankenhauses untergebracht werden sollten.

### 2000er-Jahre
Ende 2002 wurde an Stelle des alten, sanierungsbedürftigen Personalhauses 1 ein neues Personalhaus errichtet, das neben einigen Zwei- und Drei-Zimmer-Wohnungen insbesondere Ein-Zimmer-Apartments für Krankenpflegeschüler umfasst. Seit Beginn des Jahres 2000 unterlag das Stadtkrankenhaus Rüsselsheim baulichen Sanierungen und Veränderungen wie Elektrosanierungen, Teilsanierungen der Stationen, Umbauten aller ehemaligen Sechs-Bett-Zimmer in Zwei-Bett-Zimmer, der kindgerechte Umbau innerhalb der Fachabteilung für Kinder- und Jugendmedizin sowie der Umbau der Stationen 1a und 2a zur Geriatrischen Klinik.
Das Stadtkrankenhaus Rüsselsheim, einst an der Peripherie der Stadt erbaut, ist inzwischen in deren baulichen Mittelpunkt gerückt und ein integrativer Bestandteil der Stadt und ihres Umlandes geworden. Mit der Einweihung des Bettenhauses B im Jahr 2004 feierte das Stadtkrankenhaus zugleich seine Umwandlung in eine gemeinnützige GmbH und nennt sich im Rahmen des GPR Gesundheits- und Pflegezentrums nunmehr GPR Klinikum.

### 2010er-Jahre
Im November 2012 begannen die Bauarbeiten für das neue Betten- und Funktionshauses C, das im Frühjahr 2015 fertiggestellt wurde. Damit wurde ein vollständiger Zweibettzimmer-Standard mit Dusche und WC in allen Bereichen geschaffen. Die internistischen Funktions- und Diagnostikeinheiten befinden sich jetzt direkt benachbart zur Notaufnahme im Fuß des neuen Gebäudes. Es erfolgte eine Erweiterung der Intensivstation. In den darüber liegenden Bereichen wurden die Geriatrische Klinik mit 40 Betten und einem Gehgarten sowie drei weitere internistische Stationen mit jeweils 33 Betten etabliert. Im Bereich der Notaufnahme erfolgte die Erweiterung der Notaufnahmestation mit Chest Pain Unit (Brustschmerz-Einheit).
Das Krankenhaus ist Mitglied im Clinotel-Krankenhausverbund.